# تاكايوكي ناكامورا
تاكايوكي ناكامورا (باليابانية: 中村隆之) هو مهندس وملحن ياباني، ولد في 1967 في طوكيو في اليابان.

## وصلات خارجية
- تاكايوكي ناكامورا على موقع ميوزك برينز (الإنجليزية)
- تاكايوكي ناكامورا على موقع ديسكوغز (الإنجليزية)